# Parc national Coopracambra
Le parc national Coopracambra (en anglais : Coopracambra National Park) est un parc national australien situé dans l'État du Victoria, à 380 km  à l'est de Melbourne, à la frontière avec la Nouvelle-Galles du Sud.